# U-102 (tàu ngầm Đức) (1940)
U-102 là một tàu ngầm tấn công  Lớp Type VII thuộc phân lớp Type VIIB được Hải quân Đức Quốc Xã chế tạo trong Chiến tranh Thế giới thứ hai. Nhập biên chế năm 1940, nó chỉ thực hiện được một chuyến tuần tra duy nhất, và đánh chìm được một tàu buôn tải trọng 5.219 GRT, trước khi bị tàu khu trục Anh HMS Vansittart đánh chìm trong Đại Tây Dương về phía Tây Nam Ireland vào ngày 1 tháng 7, 1940.

## Thiết kế và chế tạo

### Thiết kế
Phân lớp VIIB của Tàu ngầm Type VII là một phiên bản VIIA được mở rộng. Chúng có trọng lượng choán nước 753 t (741 tấn Anh) khi nổi và 857 t (843 tấn Anh) khi lặn). Con tàu có chiều dài chung 66,50 m (218 ft 2 in), lớp vỏ trong chịu áp lực dài 48,80 m (160 ft 1 in), mạn tàu rộng 6,20 m (20 ft 4 in), chiều cao 9,50 m (31 ft 2 in) và mớn nước 4,74 m (15 ft 7 in).
Chúng trang bị hai động cơ diesel Germaniawerft F46 6-xy lanh 4 thì, tổng công suất 2.800–3.200 PS (2.100–2.400 kW; 2.800–3.200 bhp), dẫn động hai trục chân vịt đường kính 1,23 m (4,0 ft), cho phép đạt tốc độ tối đa 17,9 kn (33,2 km/h), và tầm hoạt động tối đa 8.700 nmi (16.100 km) khi đi tốc độ đường trường 10 kn (19 km/h). Khi đi ngầm dưới nước, chúng sử dụng hai động cơ/máy phát điện AEG GU 460/8-276 tổng công suất 750 PS (550 kW; 740 shp). Tốc độ tối đa khi lặn là 8 kn (15 km/h), và tầm hoạt động 90 nmi (170 km) ở tốc độ 4 kn (7,4 km/h). Con tàu có khả năng lặn sâu đến 230 m (750 ft).
Vũ khí trang bị có năm ống phóng ngư lôi 53,3 cm (21 in), bao gồm bốn ống trước mũi và một ống phía đuôi, và mang theo tổng cộng 14 quả ngư lôi, hoặc tối đa 22 quả thủy lôi TMA, hoặc 33 quả TMB. Tàu ngầm Type VIIB bố trí một hải pháo 8,8 cm SK C/35 cùng một pháo phòng không 2 cm (0,79 in) trên boong tàu. Thủy thủ đoàn bao gồm 4 sĩ quan và 40-56 thủy thủ.

### Chế tạo
U-102 được đặt hàng vào ngày 15 tháng 12, 1937, và được đặt lườn tại xưởng tàu của hãng Friedrich Krupp Germaniawerft tại Kiel vào ngày 22 tháng 5, 1939. Nó được hạ thủy vào ngày 21 tháng 3, 1940, và nhập biên chế cùng Hải quân Đức Quốc Xã vào ngày 27 tháng 4, 1940 dưới quyền chỉ huy của Hạm trưởng, Đại úy Hải quân Harro von Klot-Heydenfeldt.

## Lịch sử hoạt động
U-102 tiến hành hhuấn luyện thủy thủ đoàn trong thành phần Chi hạm đội U-boat 7 từ ngày 27 tháng 4 đến ngày 1 tháng 6, 1940. Nó khởi hành từ Kiel vào ngày 22 tháng 6 cho chuyến tuần tra duy nhất trong chiến tranh, tiến vào Bắc Hải, rồi băng qua khe GIUK giữa các quần đảo Faroe và Shetland để tiến vào khu vực Đại Tây Dương về phía Tây Nam Ireland. Vào ngày 1 tháng 7, I-102 tấn công Đoàn tàu SL 36, và đã đánh chìm được tàu buôn Clearton. Tàu khu trục Anh HMS Vansittart, trong thành phần hộ tống cho SL 36, đã phản công bằng mìn sâu, đánh chìm U-102 tại tọa độ 48°33′B 10°26′T / 48,55°B 10,433°T, toàn bộ 43 thành viên thủy thủ đoàn chiếc U-boat đều tử trận. Sau khi đánh chìm U-102, Vansittart đã cứu vớt 26 người sống sót của chiếc Clearton.

### Tóm tắt chiến công
U-102 đã đánh chìm được một tàu buôn có tải trọng 5.219 GRT:
| Ngày            | Tên tàu  | Quốc tịch      | Tải trọng | Số phận      |
| --------------- | -------- | -------------- | --------- | ------------ |
| 1 tháng 7, 1940 | Clearton | United Kingdom | 5.219     | Bị đánh chìm |